# 옥구 임씨
옥구 임씨(沃溝林氏)는 전북특별자치도 군산시 옥구읍을 본관으로 하는 한국의 성씨이다. 시조는 고려의 문신 임개(林槩)이다.

## 참고 자료
- “옥구임씨(沃溝林氏)”. 뿌리를 찾아서.[깨진 링크(과거 내용 찾기)]